# Mesoleius strobli
Mesoleius strobli är en stekelart som beskrevs av Heinrich Habermehl 1925.
Mesoleius strobli ingår i släktet Mesoleius och familjen brokparasitsteklar. Inga underarter finns listade i Catalogue of Life.